# Narcyz Pajączkowski
Narcyz Pajączkowski herbu Lubicz (ok. 1809) – c. k. urzędnik samorządowy.

## Życiorys
Urodził się około 1809. Był synem Ignacego Pajączkowskiego (właściciel dóbr Horodłowice) i Franciszki z domu Bykowskiej.
Wstąpił do służby państwowej Cesarstwa Austrii na obszarze zaboru austriackiego. Od około 1837 był nadliczbowym komisarzem obwodowym 3 klasy w urzędzie c. k. obwodu sanockiego. W tym charakterze około 1843/1844 zasiadał w sądzie wyrokującym w Sanoku. Od około 1844 do około 1848 był komisarzem nadliczbowym 3 klasy, zatrudnionym w urzędzie c. k. obwodu jasielskiego (w tym około 1846/1847 był przydzielony do Gorlic). Od około 1848 ponownie pracował w urzędzie c. k. obwodu sanockiego, początkowo figurował jako komisarz obwodowy 3 klasy, od około 1850 ponownie jako komisarz obwodowy 3 klasy. Od około 1854 był komisarzem obwodowym 1 klasy w urzędzie c. k. obwodu samborskiego (około 1854/1855 figurował też jako zastępca naczelnika obwodowego). Równolegle, od 1855 był w Samborze kierownikiem powiatowej komisji do dzieła uwolnienia gruntów od ciężarów. Od około 1862 do około 1866 sprawował urząd naczelnika rzędu c. k. obwodu tarnowskiego w Tarnowie. Około 1865/1866 jednocześnie pełnił funkcję kierownika politycznego powiatu tarnowskiego, podległego obwodowi.
Od około 1866 był naczelnikiem c. k. obwodu stanisławowskiego, a po nastaniu Austro-Węgier i przeprowadzeniu reformy administracyjnej autonomii galicyjskiej do około 1875 sprawował stanowisko starosty c. k. powiatu stanisławowskiego. Równolegle w Stanisławowie około 1868/1869 był przewodniczącym C. K. Komisji Szacunkowej Katastralnej Inspektoratu nr 3, od około 1870 do około 1875 był prezydującym C. K. Powiatowej Komisji Szacunkowej, a od około 1871 do około 1875 był przewodniczącym C. K. Rady Szkolnej Okręgowej. Po odejściu z urzędu starosty był prezesem rady zawiadowczej założonego w 1871 Banku Zaliczkowego dla miasta Stanisławowa i powiatu stanisławowskiego (1875, 1876), a następnie był członkiem dyrekcji tegoż (1877, 1878).
Około 1864 otrzymał tytuł c. k. radcy Namiestnictwa. Około 1873 przyznano mu tytuły honorowego obywatelstwa miast Halicza i Stanisławowa.
Mając 44 lata w sierpniu 1853 w Sanoku poślubił Salomeę, córkę Ignacego Zwierzyńskiego. Mieli córkę Mariannę Józefę (ur. 1850), syna Ignacego Jana Pawła (ur. 1852).

## Odznaczenia
- Złoty Krzyż Zasługi Cywilnej z koroną (około 1853)[20]
- Order Korony Żelaznej III klasy z uwolnieniem od opłaty (około 1864)[65][36][66]
- Order Świętego Stanisława III klasy – Imperium Rosyjskie (około 1868)[41]